# Zolotjiv rajon
Zolotjiv rajon (ukrainsk: Золочівський район, tr. Zolotjivskyj rajon) er en af 7 rajoner i Lviv oblast i det vestlige Ukraine, hvor Zolotjiv rajon er beliggende mod nordøst. Rajonen har et areal på 2.913 km2
og et indbyggertal på 160.664 (2021).
Ved Ukraines administrative reform i juli 2020 blev Zolotjiv rajon udvidet med to mindre nærliggende rajoner, mens en mindre del af Zolotjiv rajon blev overført til Lviv rajon.